# نبرد سوم پانی‌پت
نبرد سوم پانی‌پت (به انگلیسی: Third Battle of Panipat)، در ۱۴ ژانویهٔ ۱۷۶۱ میلادی در شهر پانی‌پت، که تقریباً در ۹۷ کیلومتری شمال دهلی واقع شده‌است، میان امپراتوری مراتا و ارتش مهاجم افغان به فرماندهی احمدشاه درانی به‌وقوع پیوست. در این جنگ ارتش احمدشاه از جانب بلوچ های خانات کلات به رهبری میرنصیرخان نوری و چهار متحد هندی شامل روهیله‌های تحت فرمان نجیب‌الدوله، افغان‌های منطقهٔ دوآب و نواب اوده به‌نام شجاع‌الدوله حمایت می‌گردید. ارتش مراتا توسط «سداشوراهو بهاو» هدایت می‌گردید، کسی که از نظر قدرت بعد از «چترپتی» (شاه مراتا) و پیشوا (نخست‌وزیر مراتا) در ردهٔ سوم قرار داشت. ارتش اصلی مراتا به رهبری پیشوا در دکن مستقر شده بود.
از نظر نظامی، این جنگ رقابت میان توپخانه و سواره‌نظام مردم مراتی در مقابل سواره‌نظام سنگین و توپخانهٔ سوارهٔ (زنبورک و جزائل) افغان‌ها و روهیله‌ها به رهبری ابدالی و نجیب‌الدوله که هر دو از قوم افغان بودند، را به نمایش می‌گذاشت. این جنگ یکی از بزرگ‌ترین و پرحادثه‌ترین جنگ‌های قرن هجدهم میلادی پنداشته می‌شود و همچنین شاید از نظر آرایش جنگی کلاسیک میان دو ارتش، بزرگ‌ترین تلفات را داشته باشد.
تاریخ‌نگاران در مورد مکان دقیق جنگ اختلاف نظر دارند، اما از نظر اکثریت مورخان این جنگ در نزدیکی منطقه کالا آمب و جادهٔ سانولی امروزی رخ داده‌است. این جنگ برای چندین روز ادامه یافت و بیش از ۱۲۵٬۰۰۰ نیروی جنگی در آن شرکت داشتند. درگیری‌ها میان دو ارتش به درازا کشید و هر دو جناح، ضررها و منافعی داشتند. نیروهای تحت رهبری احمدشاه درانی پس از تخریب چندین جناح مراتی‌ها در نهایت فاتح میدان نبرد شدند. مورخان اختلاف نظرهای سنگینی در میزان ضررهای هر دو جناح دارند، اما باور براین است که حدود ۶۰٬۰۰۰ تا ۷۰٬۰۰۰ نفر در این جنگ کشته شده و تعداد زخمی‌ها و اسیران به‌طور قابل توجه مورد مناقشه است. طبق یک رویدادنامه که بر اساس شاهد عینی نگاشته شده، باخار توسط دیوان شجاع‌الدوله کاشی راج–در حدود ۴۰٬۰۰۰ زندانی مراتی یک روز پس از جنگ با خونسردی سلاخی شدند. «گرنت دوف» مصاحبه‌ای از نجات‌یافتگان این قتل‌عام‌ها را در «تاریخ مراتی‌ها» آورده که این رقم را تأیید می‌کند. شیج‌واکر که رسالهٔ وی تحت عنوان «پانی‌پت ۱۷۶۱»، یکی از بهترین منابع ثانویه در مورد جنگ پنداشته می‌شود، می‌گوید که «تعداد کشته‌های مراتی‌ها (سربازان و نیروهای غیرجنگی) در جریان جنگ و پس از آن کمتر از ۱۰۰٬۰۰۰ نیست».

## پیش‌زمینه

### زوال امپراتوری مغول
جنگ ۲۷ سالهٔ مغول و مراتا (۱۶۸۰–۱۷۰۷) منتج به از دست‌رفتن سریع قلمرو امپراتوری مراتا به نفع امپراتور مغول اورنگ‌زیب شد. با این حال، پس از مرگ وی در ۱۷۰۷ میلادی، این فرایند به دلیل نزاع میان پسران اورنگ‌زیب برای رسیدن به امپراتوری معکوس گردید. مراتی‌ها تا سال ۱۷۱۲ میلادی سریعاً شروع به پس‌گیری خاک از دست رفتهٔ خود نمودند. در جریان فرمان‌دهی پیشوا باجی راو، مناطق گجرات، ملوا و راجپوتانه تحت کنترل مراتی‌ها قرار گرفت. باجی راو نهایتاً در ۱۷۳۷ میلادی مغول‌ها را در حومه‌های شهر دهلی مغلوب نمود و بیشتر سرزمین‌های پیشین مغول در جنوب آگرا را تحت کنترل امپراتوری مراتا درآورد. پسر باجی راو به‌نام بالاجی باجی راو با تصرف پنجاب در ۱۷۵۸ میلادی قلمرو امپراتوری مراتا را بیشتر گسترش داد. نامهٔ راگوناتراو به پیشوا، ۴ مه ۱۷۵۸.
| « | بیشر نواحی لاهور، ملتان و سایر صوبه‌ها در شرق اتُک تحت حکومت ما هستند و مکان‌هایی که هنوز تحت حکومت ما نیستند به‌زودی تحت حکومت ما آورده خواهند شد. پسر احمدشاه ابدالی، تیمورشاه ابدالی و جهان‌خان توسط نیروهای ما تعقیب گردیده و نیروهای آن‌ها کاملاً تاراج گردید. آن‌ها حالا با نیروهای شکسته به پیشاور رسیده‌اند… در نتیجه احمدشاه ابدالی با حدود ۱۲ تا ۱۴ هزار نیروی شکست خورده به قندهار بازگشته است… از این‌رو همگی علیه احمدشاه درانی برخاسته‌اند و وی کنترل مناطق را از دست داده‌است. ما تصمیم گرفته‌ایم که حکومت خود را تا قندهار گسترش بدهیم. | » |

این امر مراتی‌ها را به‌طور مستقیم در مقابل امپراتوری درانی احمدشاه ابدالی (با نام احمدشاه دُرانی نیز شناخته می‌شود) قرار داد. وی در سال ۱۷۵۹ ارتشی از قوم‌های پشتون و بلوچ ایجاد کرد و چندین مرتبه نیروهای کوچک مراتی‌ها را در پنجاب شکست داد. وی سپس با متحدان هندی خود –روهیله‌های افغان در گنجیتیک دو آب– یکی شد و یک ائتلاف وسیع علیه مراتی‌ها تشکیل داد.
راگوناتراو برای مقابله با این اتحاد باید به‌سمت شمال می‌رفت تا وضعیت را کنترل کند. راگوناتراو درخواست یک ارتش بزرگ را نمود، اما از جانب سداشوراهو بهاو که برادرزادهٔ وی و دیوانِ پیشوا بود رد گردید؛ بنابراین وی تصمیم گرفت تا از آن‌جا برود. به‌جایش، سداشوراهو بهاو به عنوان سرفرماندهٔ اعلی ارتش مراتا انتخاب گردید و جنگ پانی‌پت تحت فرمان‌دهی وی انجام شد.

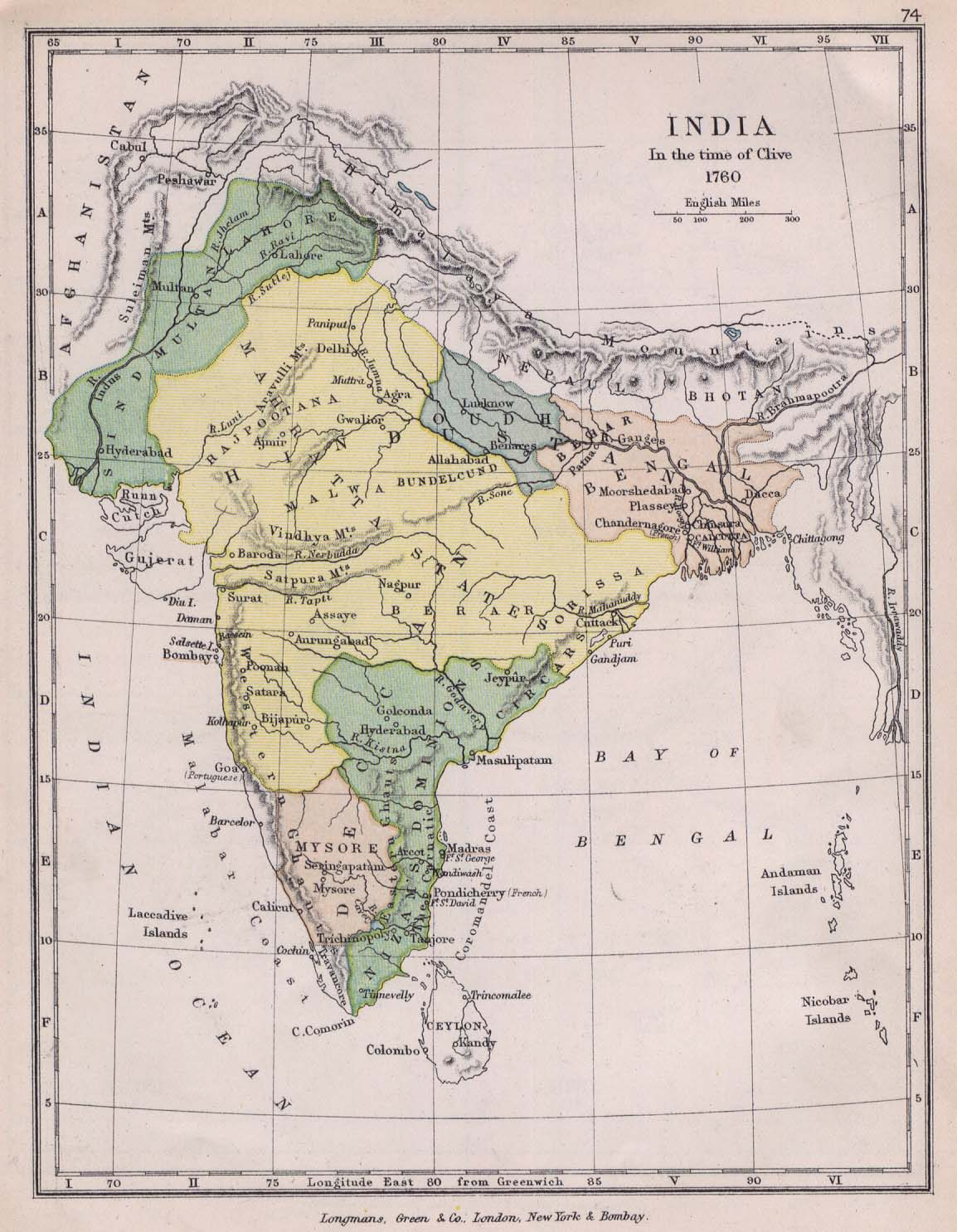
گستره امپراتوری مراتا، ۱۷۶۰ میلادی

مراتی‌ها تحت فرماندهی سداشوراهو بهاو با گردآوری حدود ۴۵٬۰۰۰ تا ۶۰٬۰۰۰ سرباز به این اتحاد واکنش نشان دادند، همچنین حدود ۲۰۰٬۰۰۰ افراد غیر جنگی این سربازان را همراهی می‌نمودند. اکثریت آن‌ها زائرانی بودند که می‌خواستند به زیارت و مکان‌های مقدس هندو در شمال هندوستان بروند. مراتی‌ها سفر خود به‌سوی شمال، به تاریخ ۱۴ مارس ۱۷۶۰ از پتدور آغاز کردند. هر دو جناح می‌خواستند حمایت نواب اوده که شجاع‌الدوله بود را به‌خود جلب کنند. شجاع‌الدوله در اواخر ژوئیه تصمیم گرفت تا به ائتلاف افغان-روهلیه ملحق شود، چون ترجیح می‌داد به ارتشی بپیوند که «ارتش اسلام» انگاشته می‌شد. از نظر استراتژیک این یک ضرر کلان را متوجه مراتی‌ها می‌ساخت، چون شجاع بیشتر منابع مالی که ارتش افغان برای ماندن طولانی مدت در شمال هند نیاز داشت را تأمین می‌کرد. این مسئله که آیا ائتلاف افغان-روهیله این منابع و توانایی را داشت تا بدون حمایت شجاع به جنگ خود علیه مراتی‌ها ادامه دهد یا خیر، مورد تردید قرار دارد.

### ظهور مراتی‌ها

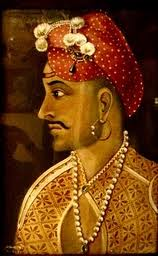
«ساداشیورائو بائو»[خ]
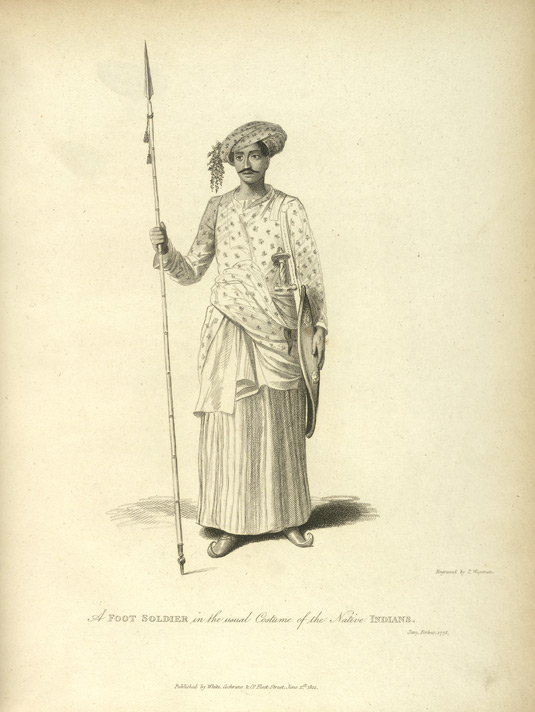
نقاشی از سرباز مراتی توسط «جیمز فوربس»[د].

گرانت دوف، ارتش مراتی را این‌گونه توصیف می‌کند:
| « | خیمه‌های رفیع و پهناور دارای خطوط ابریشمی و ماهوتی که با پیرایه‌های طلایی بزرگ تزئین شده بودند و از فاصله دور نمایان می‌شدند. تعداد بی‌شمار فیل‌ها، بیرق‌های گوناگون، بهترین اسب‌ها با زین و برگ‌های باشکوه … به نظر می‌رسید که از تمامی نواحی جمع‌آوری شده باشند … این کار بیشتر تقلیدی از صف‌آرایی زیبنده و خوش سلیقه مغول‌ها در اوج شکوهشان بود. | » |

مراتی‌ها کنترل بیشتر مناطق هندوستان را در دوره میانی (۱۷۱۲–۱۷۵۷ میلادی) به‌دست آورده‌اند. آن‌ها در ۱۷۵۸ میلادی اسماً دهلی را اشغال کردند، لاهور را تصرف نموده و تیمورشاه درانی، پسر و نایب‌السلطنهٔ حاکم افغانستان احمدشاه ابدالی، را از آن‌جا راندند. این دوره درخشان‌ترین مرحلهٔ گسترش امپراتوری مراتا بود و مرزهای امپراتوری آن‌ها از شمال تا دریای سند و از جنوب تا کریلای شمالی می‌رسید. تمامی این قلمرو توسط پیشوا حکمرانی می‌شد، کسی که همواره حرف از نشاندن پسر خود ویشواسراو بر تخت مغول می‌زد. با این حال، دهلی هنوز تحت کنترل مغول‌ها بود و علمای مسلمان چون شاه ولی‌الله و سایر روحانیون مسلمان در هندوستان از این پیشرفت‌ها هراس داشتند. آن‌ها در حالت ناگزیری به احمدشاه ابدالی که حاکم افغانستان بود متوسل شدند تا این تهدید را متوقف سازد.

## طلیعهٔ جنگ

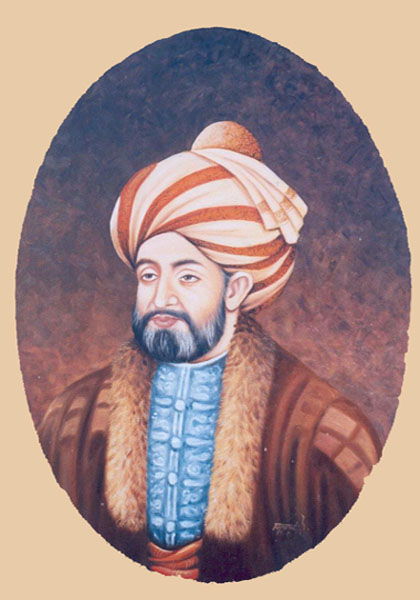
پرتره از احمدشاه درانی
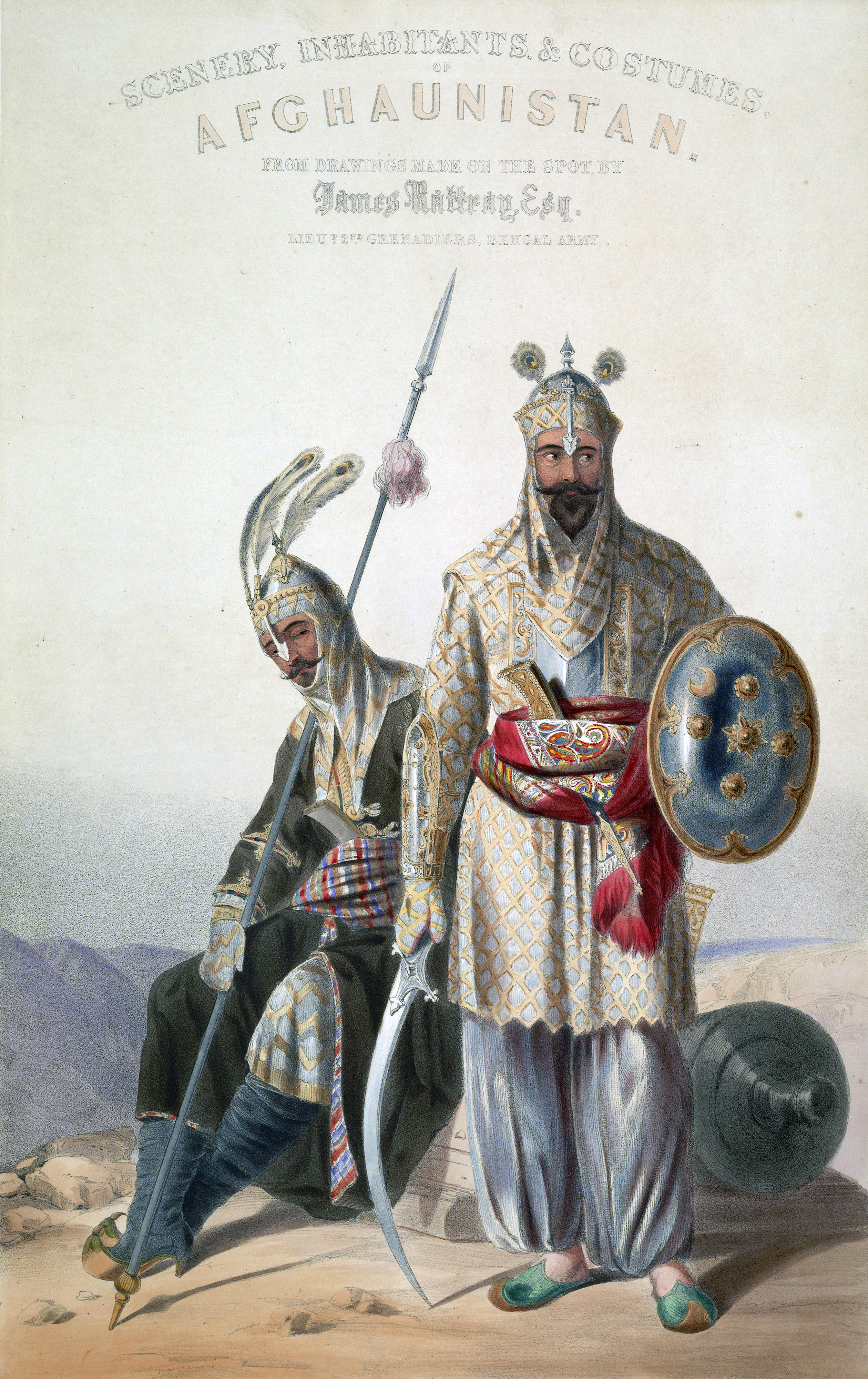
سربازان سلطنتی امپراتوری درانی (که به آن امپراتوری افغان نیز گفته می‌شود).

احمدشاه درانی که از خبرهای پسر و متحدان خود خشمگین شده بود، نمی‌خواست اجازه دهد تا گسترش مراتا بدون توقف ادامه یابد. تا اواخر ۱۷۵۹ ابدالی همراه با قبایل افغان، متحدان بلوچ و هم‌پیمان روهیلهٔ خود نجیب‌خان به لاهور و دهلی رسیده و نیروهای کوچک دشمن را مغلوب نموده بود. احمدشاه در این مقطع ارتش خود را در آنوپ‌شهر که در مرز کشور روهیله قرار داشت مستقر نمود و توانست نوابِ اوده که شجاع‌الدوله نام داشت را قانع سازد تا به ائتلاف وی علیه مراتی‌ها ملحق شود. مراتی‌ها قبلاً به سفدر جنگ (پدر شجاع) کمک کرده بودند تا روهیله‌ها را در فرخ‌آباد شکست دهد.
مراتی‌ها تحت فرماندهی سداشوراهو بهاو با گردآوری یک ارتش و حرکت آن به‌سوی شمال هند به اخبار بازگشت افغان‌ها به شمال هند واکنش نشان دادند. نیروهای ارتش بهاو با برخی نیروهای مراتا که تحت فرمان‌دهی هولکار، سیندا، گیکواند و گویند پانت بوندیلی بودند، مستحکم شده بود. سوراج مال (حاکم بهاراتپور که از قبیلهٔ جات بود) نیز در اول به بهاو صاحب ملحق شد. این نیروی متفق در دسامبر ۱۷۵۹ پایتخت مغول، دهلی، را از یک نیروی کوچک افغان تصرف نمودند. دهلی قبلاً چندین‌بار بر اثر تهاجم‌ها با خاک یکسان شده بود و این بار نیز به دلیل کمبود شدید تأمینات در اردوگاه‌های مراتی‌ها، بهاو دستور داد تا شهری که قبلاً تاراج شده بود، دوباره غارت شود. گفته می‌شود که وی برنامه داشت تا برادرزادهٔ خود و پسر پیشوا ویشواسراو را بر تخت دهلی بنشاند. مردمان قبیلهٔ جات حمایت خود از مراتی‌ها را متوقف نمودند. خارج‌شدن آن‌ها از جنگ اجتناب ناپذیر، نقش حیاتی در نتیجه آن داشت. ابدالی با حمله بر یک ارتش کوچک مراتی‌ها در منطقهٔ بوراری گات که توسط داتاجی شندی رهبری می‌گردید نخستین خونریزی را آغاز کرد. داتاجی در این نبرد کشته شد.

## درگیری‌های کوچک قبل از نبرد

### شکست افغان‌ها در کنجپورا
چون هر دو ارتش برای جنگ آماده‌باش بودند، مانورهای جنگی فراوانی انجام شد و درگیری‌های کوچک میان دو ارتش در کرنال و کنجپورا به‌وقوع پیوست. کنجپورا که در کنار رود یامونا و ۶۰ مایل به‌سمت شمال دهلی واقع شده‌است با طوفانی از مراتی‌ها مواجه شد و تمامی نیروهای افغان کشته یا اسیر شدند. مراتی‌ها توانستند در کنجپورا در مقابل ۱۵٬۰۰۰ افغانی که در آن‌جا جابه‌جا شده بودند یک پیروزی نسبتاً آسان‌تر حاصل نمایند. برخی از بهترین ژنرال‌های ابدالی مانند نجابت‌خان در آن‌جا کشته شدند. احمدشاه در آن‌سوی رود یامونا، که بر اثر بارندگی شدید طغیان کرده بود، اردو زده بود و از کمک به نیروهای خود ناتوان بود. قتل‌عام نیروهای کنجپورا که در پیش چشم اردوگاه درانی انجام شده بود، شاه ابدالی را به حدی به خشم آورد که دستور داد به هر قیمتی از رودخانه عبور نمایند.

### عبور افغان‌ها از یامونا
احمدشاه و متحدان وی در ۱۷ اکتبر ۱۷۶۰ از شاه‌دره گذشتند و به‌سمت جنوب حرکت کردند. ابدالی با ریسک حساب‌شده که گرفته بود داخل رود شد و محافظان و نیروهایش به تعقیب وی وارد شدند. آن‌ها توانستند در ۲۳ و ۲۵ اکتبر از باغ‌پات (شهر کوچک که در فاصلهٔ ۲۴ مایل در قسمت بالای رودخانه واقع شده‌است) بدون هیچ مقاومتی از جانب مراتی‌ها که هنوز هم مشغول تاراج کنجپورا بودند، عبور نمایند.